# 地租理论
李嘉图地租理论（英語：Law of Rent）是由古典经济学家大卫·李嘉图（David Ricardo）在其著作《政治经济学和税收原理》中提出。李嘉图认为，地租“是为使用土地原有和不可摧毁的生产力而付给地主的那一部分土地产品”。

## 假设
1. 土地的总供给是恒定的，而總需求会因为人口的增长、农业结构的变化而变化。
2. 土地只能被用来耕种。
3. 土地的肥沃程度不会发生人为的变化。
4. 土地租赁市场是一个自由市場。
5. 土地的肥沃程度是不相同的。

## 描述
因为土地的肥沃程度不相同，人们会优先选择最肥沃的土地耕种以实现相同的人力、资金投入下的产出最大化。但是当总需求上升时，较肥沃的土地也会被用来耕种。因此，最肥沃的土地的使用者需要支付租金，而租金就是相同的人力和资金投入下、不同等级的土地的产出差额。接着，一般肥沃、较不肥沃等等级的土地也会用来耕种，形成不同的产出差额和租金。
此外，根据報酬遞減，在耕种面积不变的前提下，投入更多的人力、资金并不能带来收成的持续增长。为了获得更多的收益，剩余的人力、资金需要投入到新的土地（也往往是次等的土地）中。因此，租赁发生。租金等于在原有土地和租赁土地上投入相同的人力、资金的产出差额。